# Радешти (Олт)
Радешти (рум. Rădești) насеље је у Румунији у округу Олт у општини Опорелу. Oпштина се налази на надморској висини од 236 m.

## Становништво
Према подацима из 2002. године у насељу је живело 327 становника, од којих су сви румунске националности.